# Zoológico de Sofía
El Zoológico de Sofía (en búlgaro: Софийски зоопарк) se encuentra en la ciudad de Sofía, la capital de Bulgaria, fue fundado por real decreto el 1 de mayo de 1888, y es el más antiguo y más grande parque zoológico de Bulgaria. Tiene una superficie de 36 hectáreas y en marzo de 2006 tenía 1113 animales que representaban a 244 especies. Es uno de los 100 sitios turísticos nacionales.
Inicialmente, el zoológico se encontraba en el parque del antiguo palacio real, siendo la atracción principal un buitre Negro capturado en Bulgaria y exhibido en una jaula en el jardín.
La exposición de animales se mantuvo en constante aumento en el zoológico, con diversas especies locales y extranjeras.

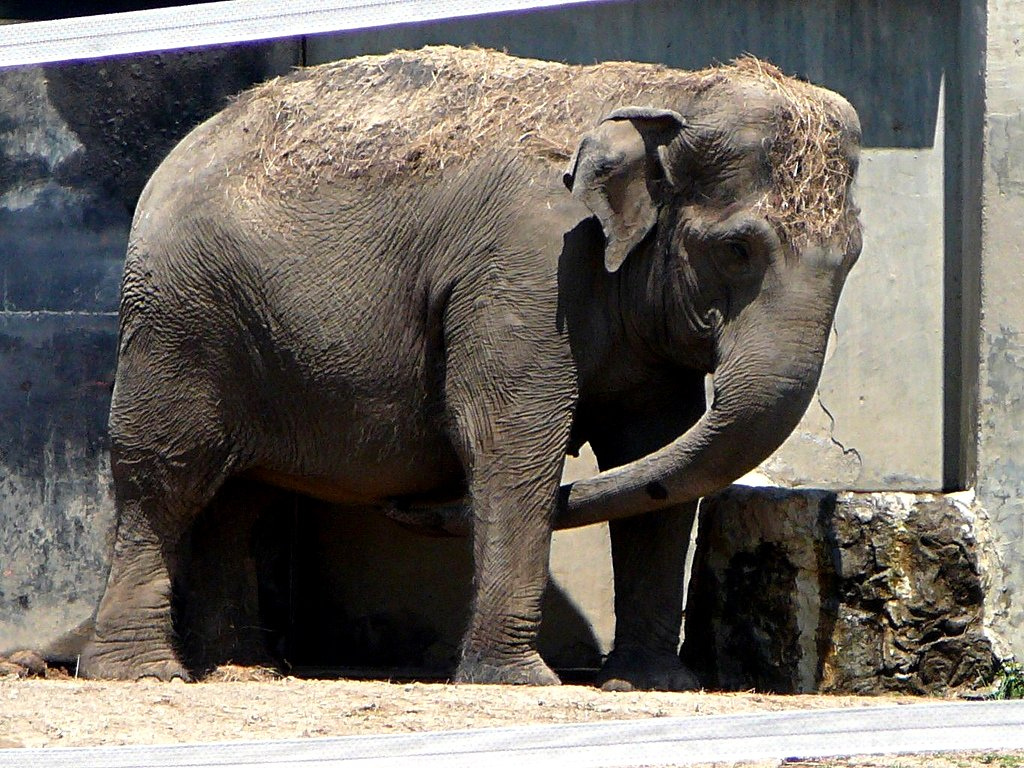
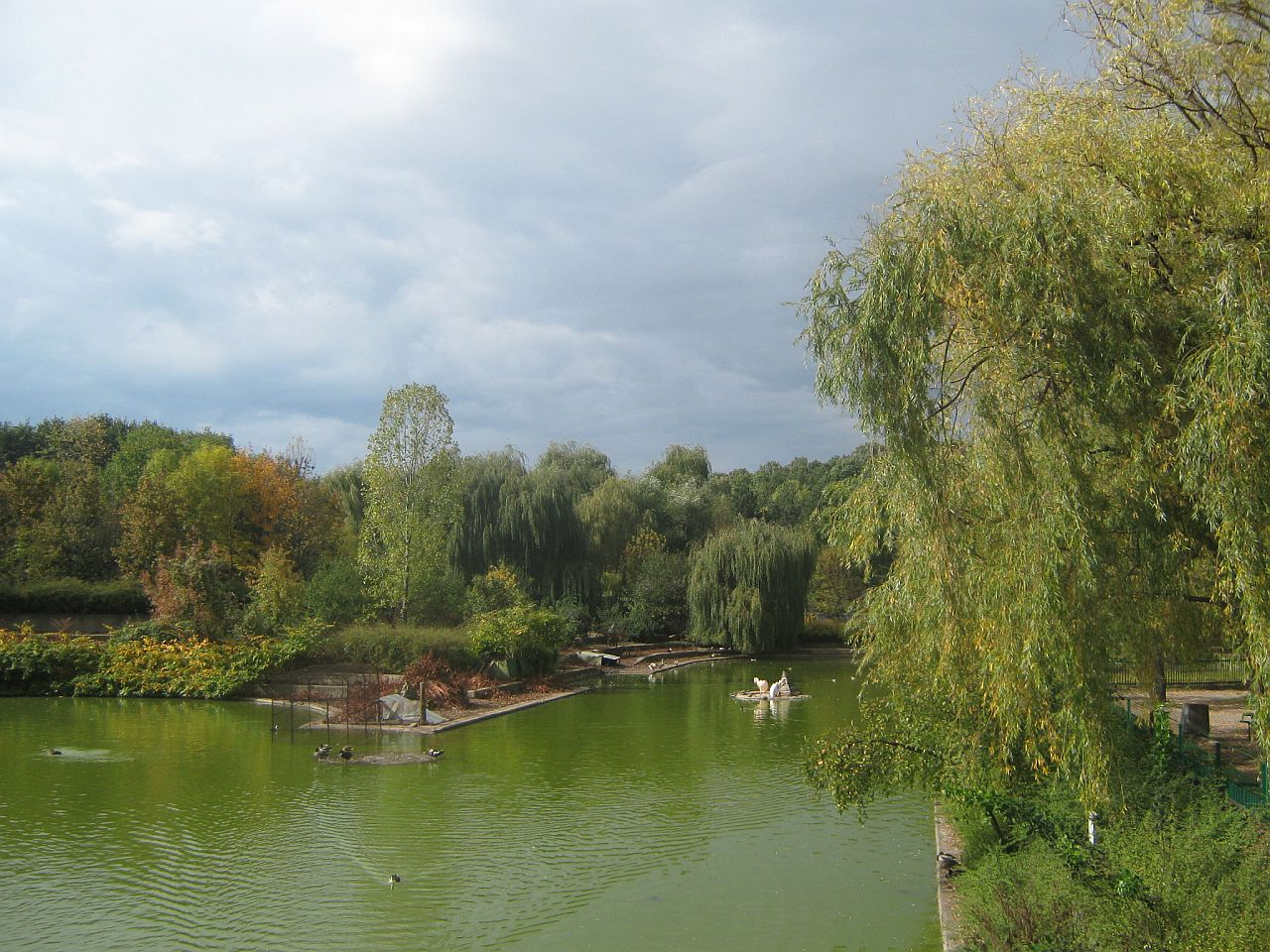
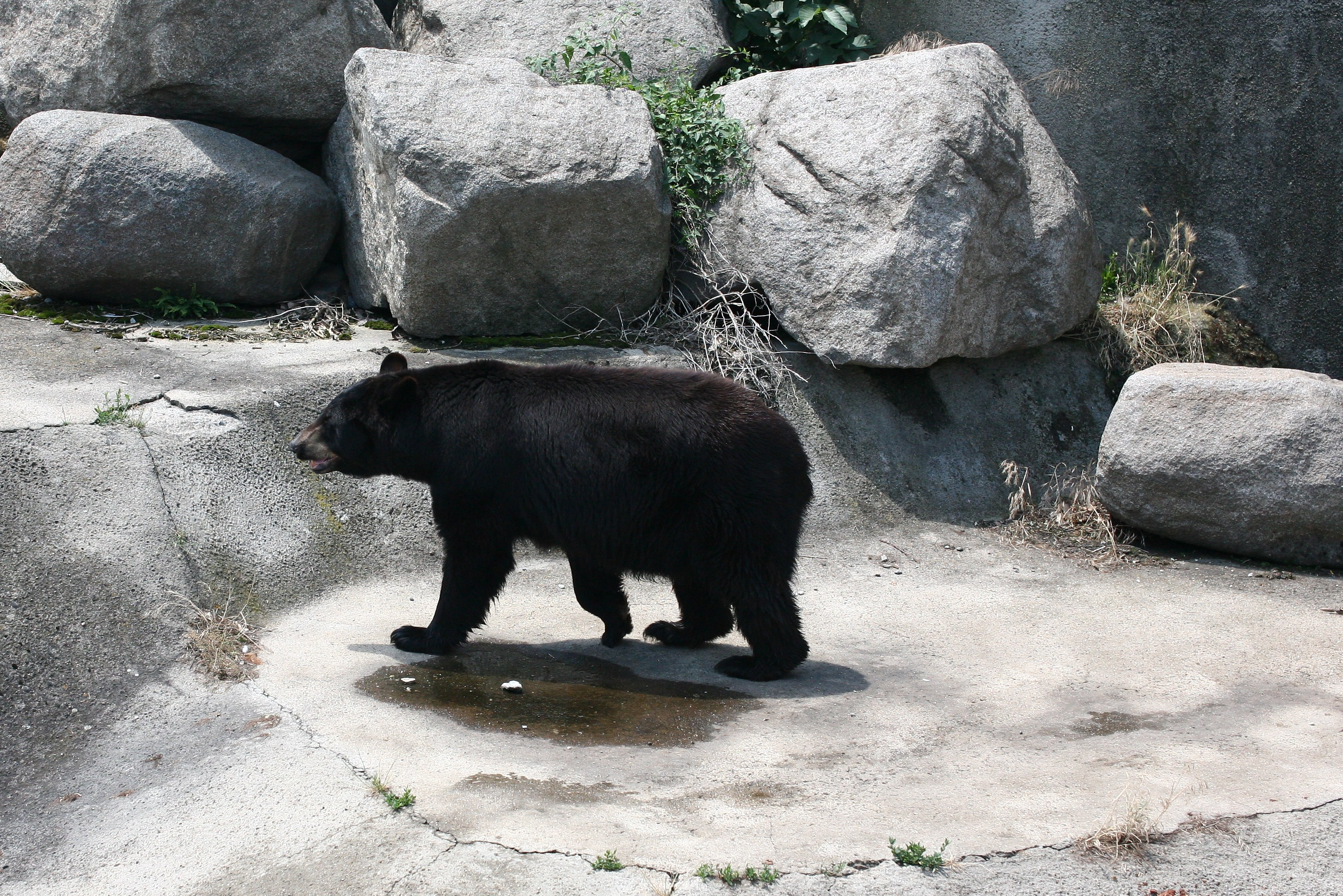
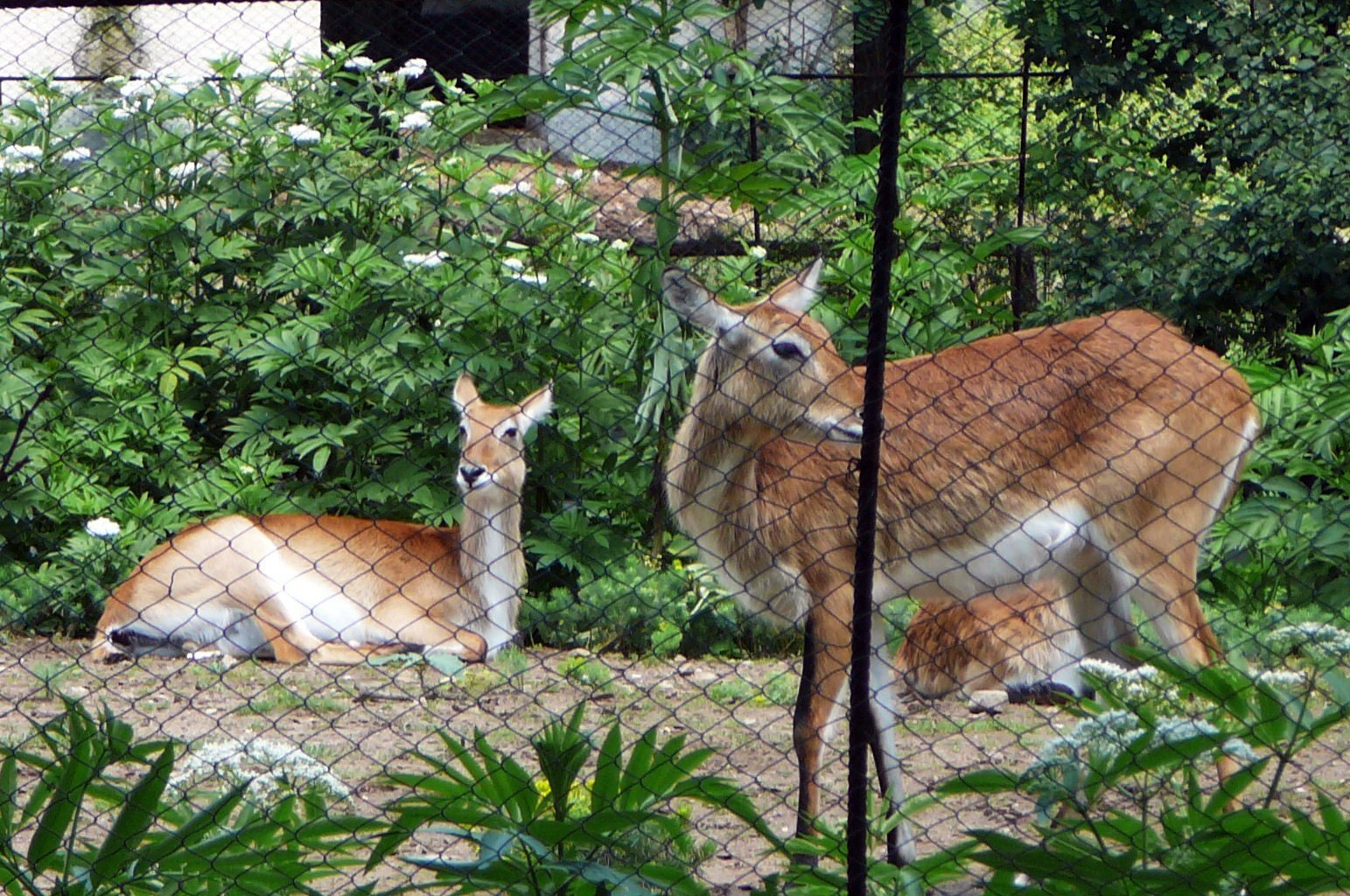
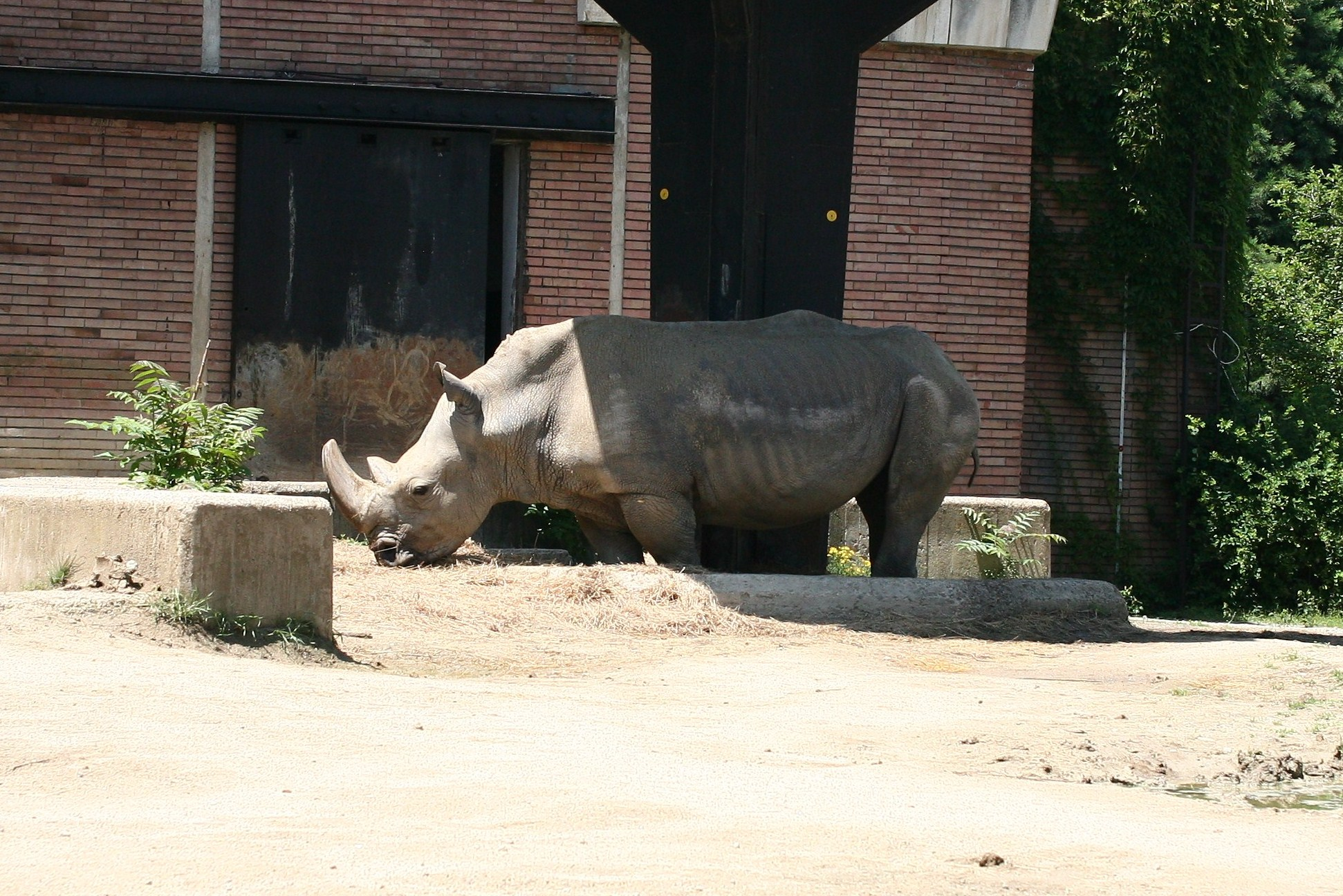
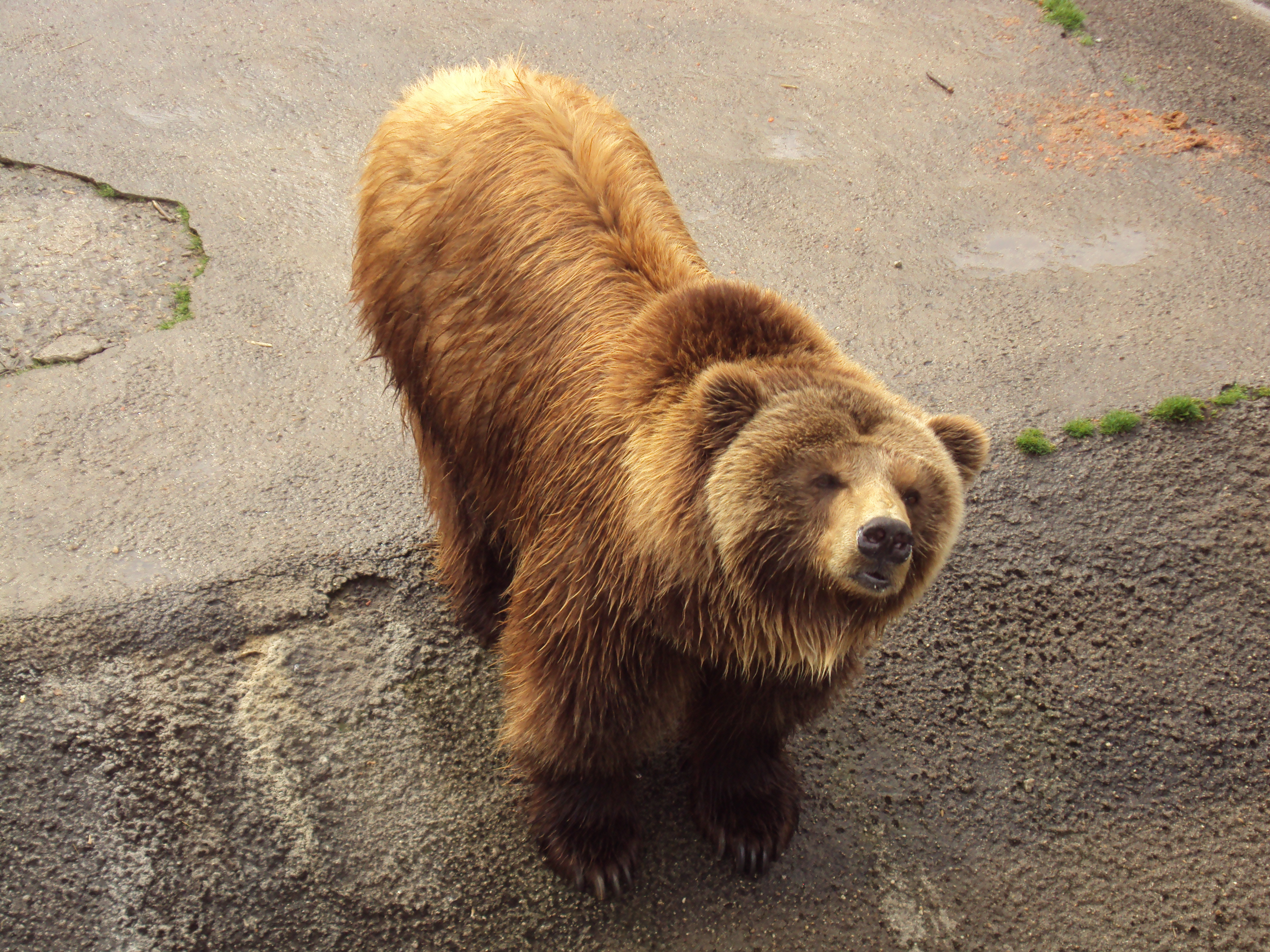
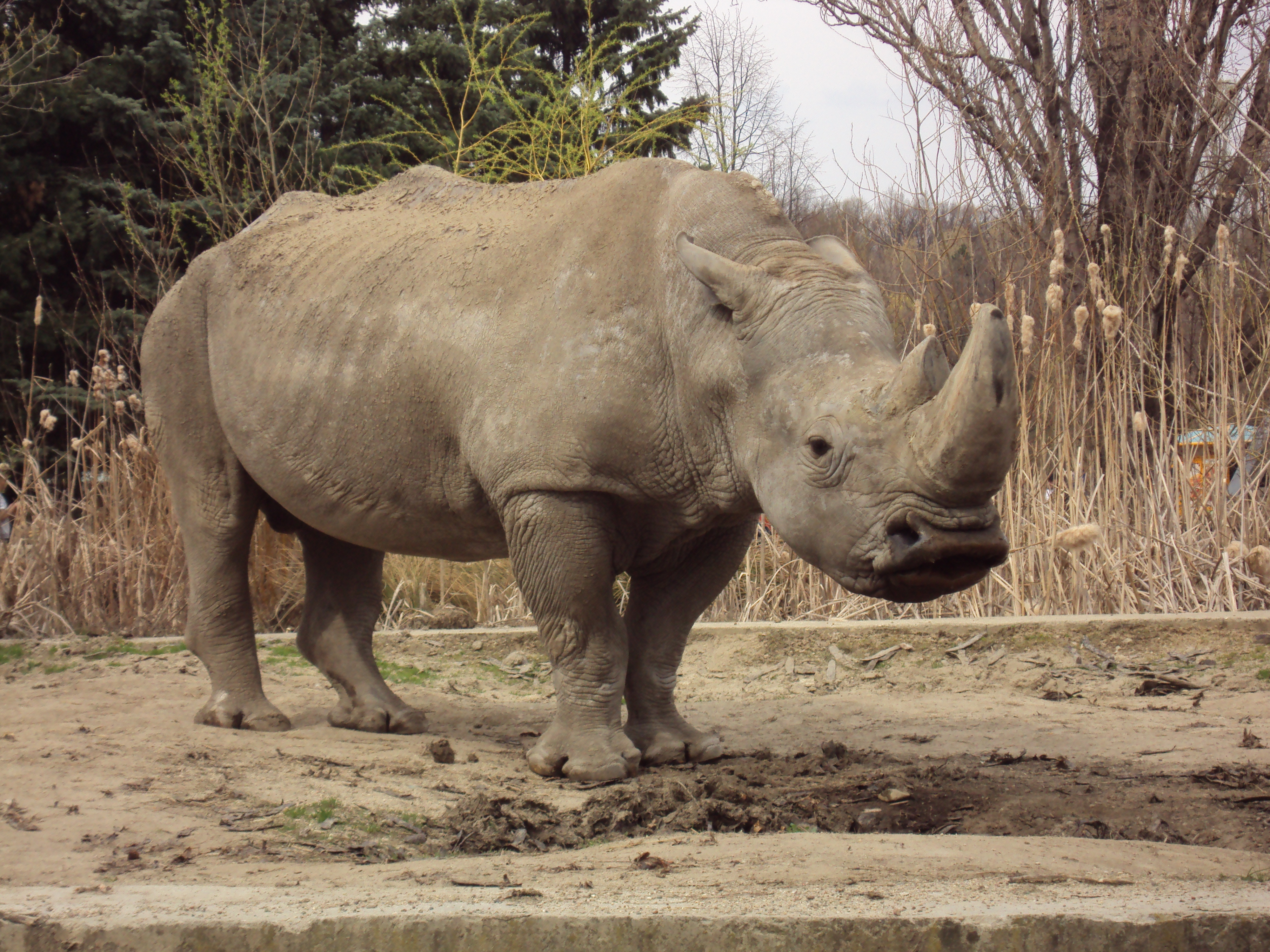
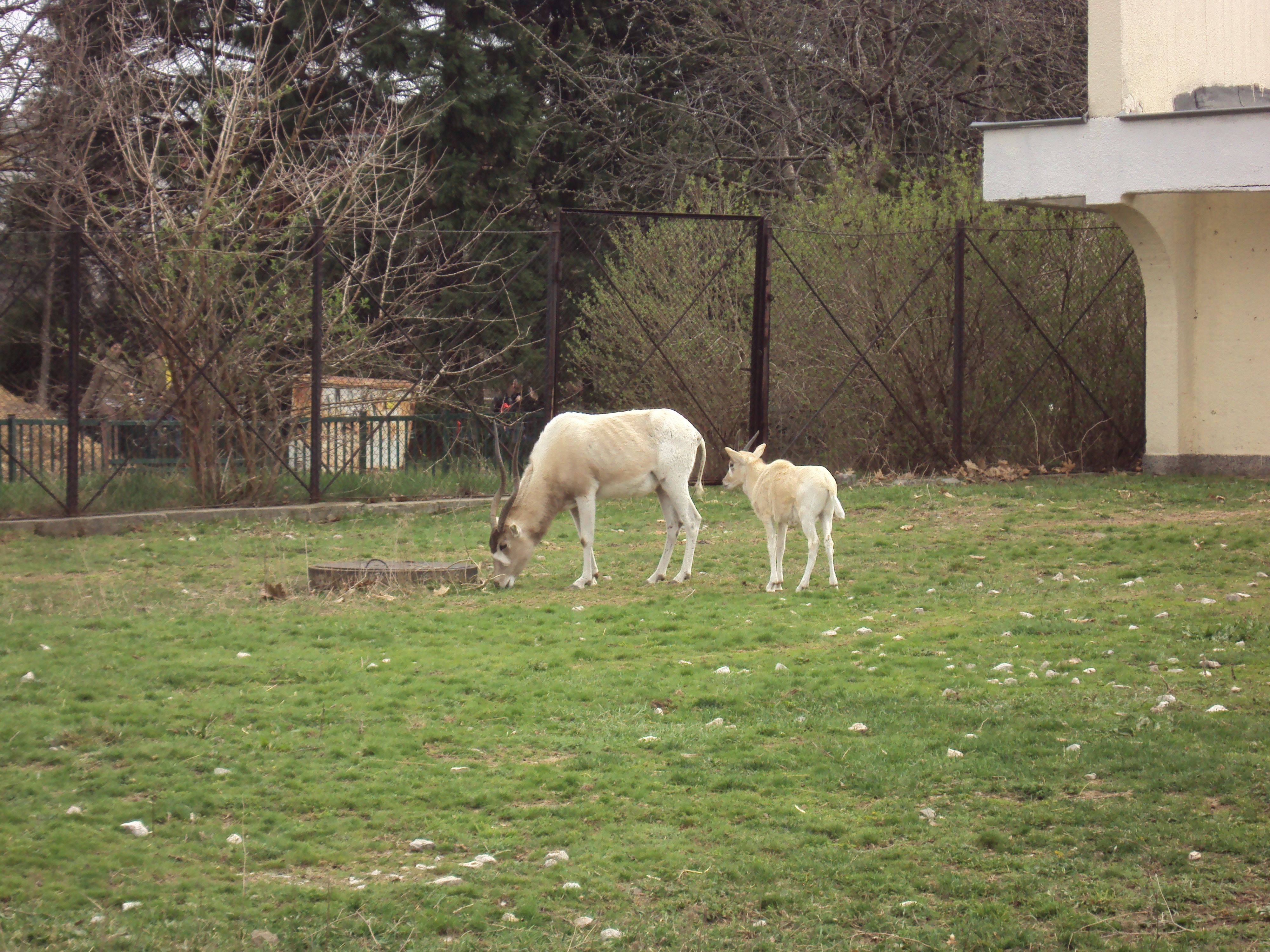
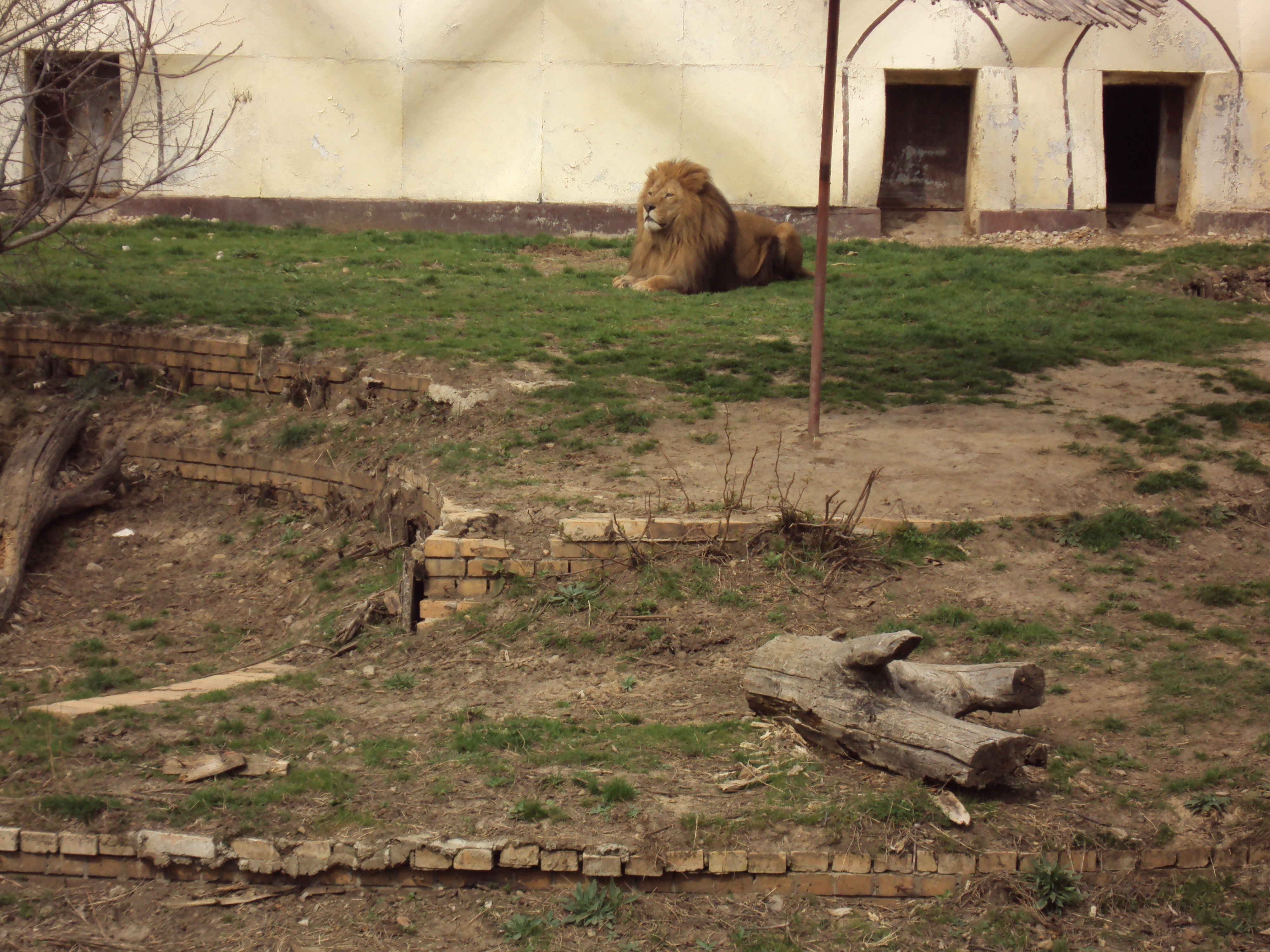
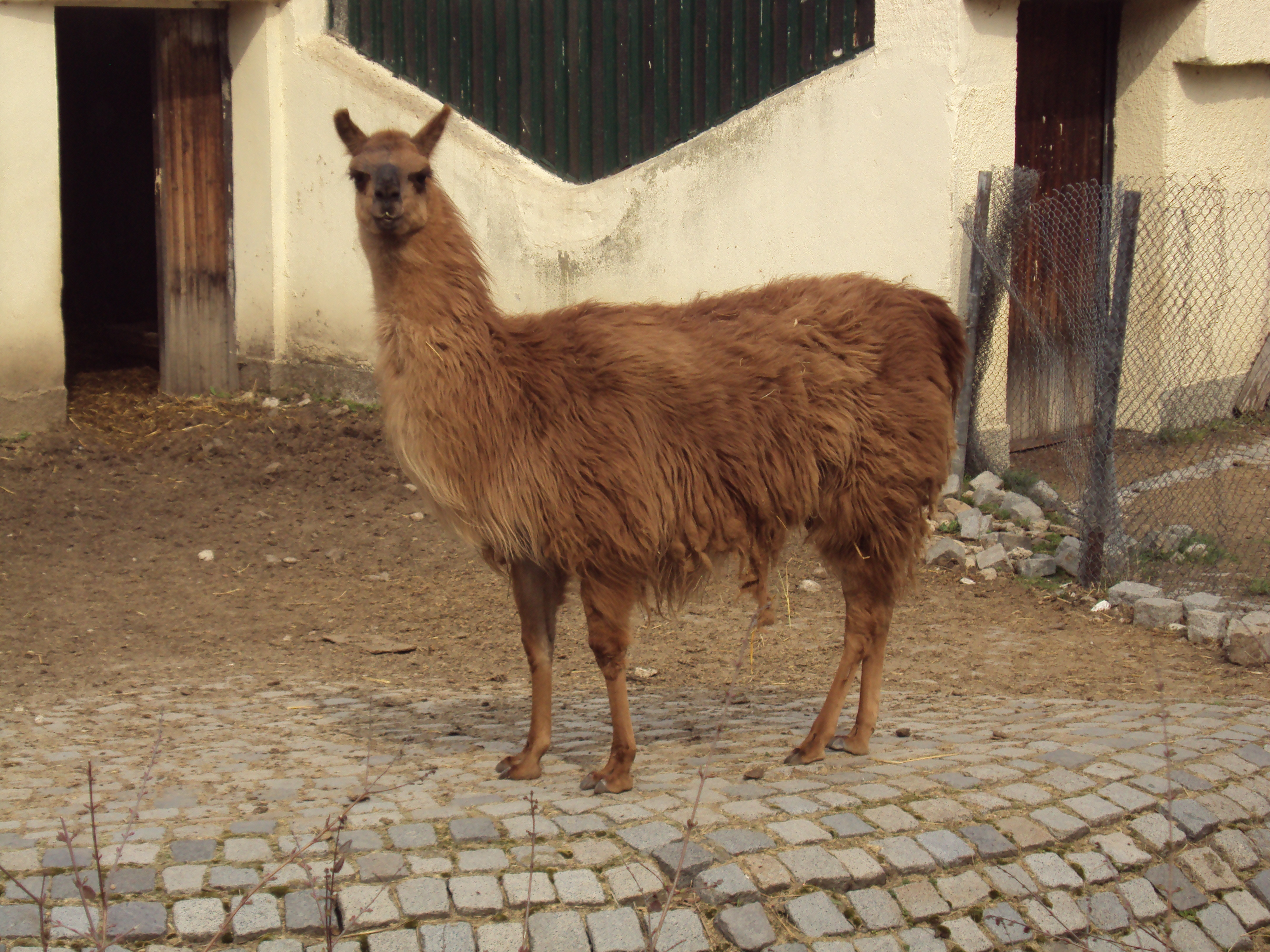
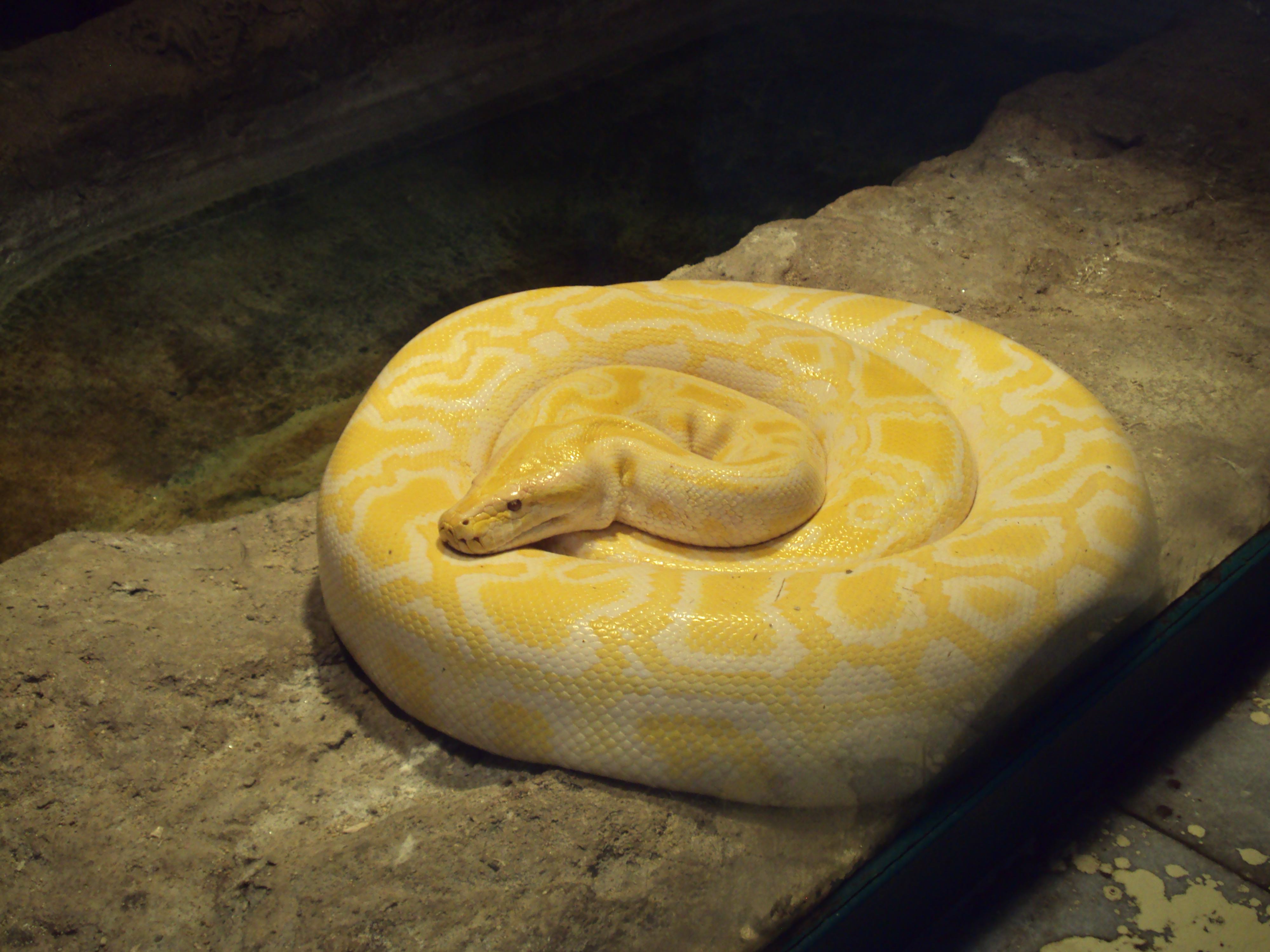
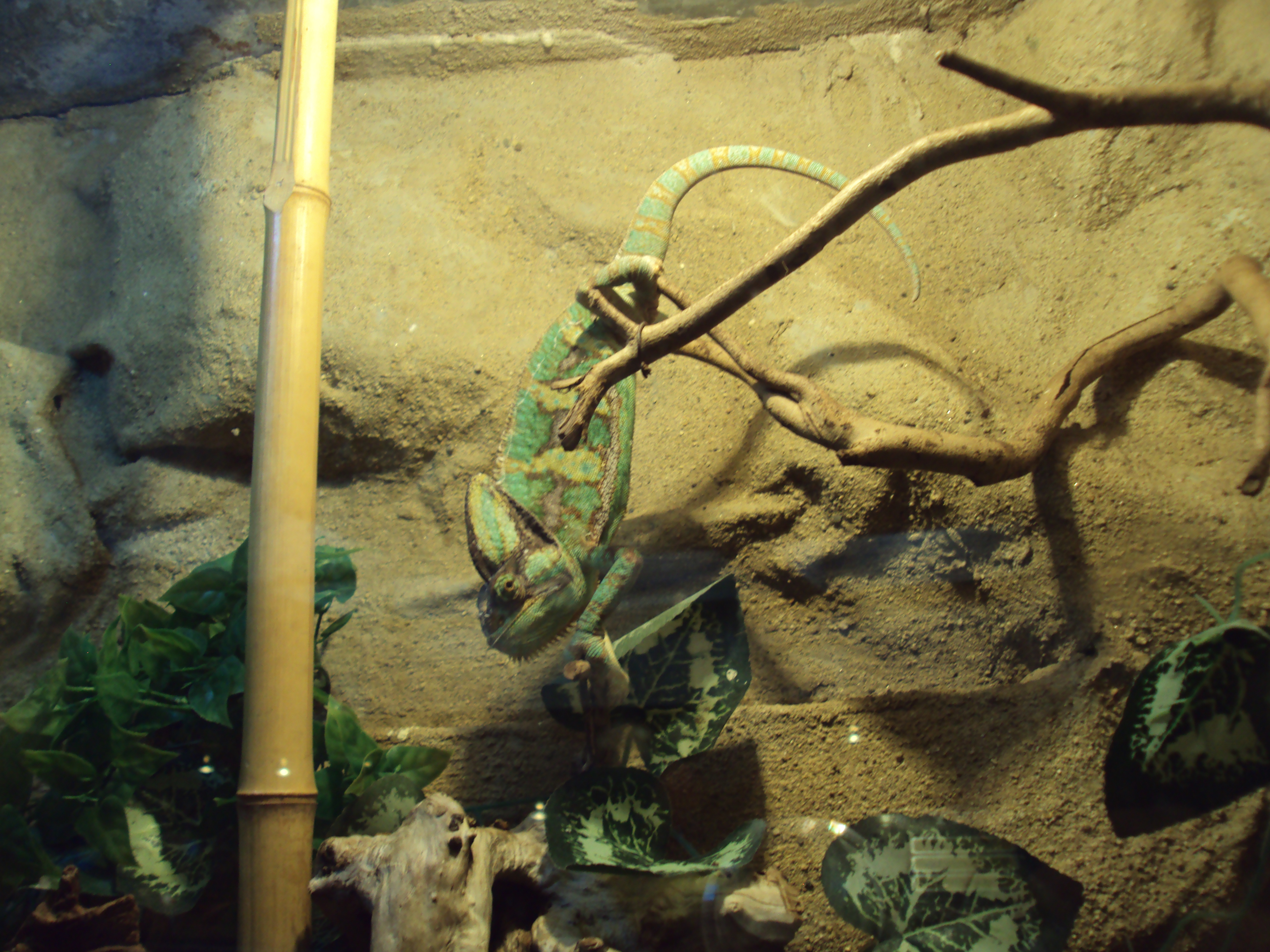
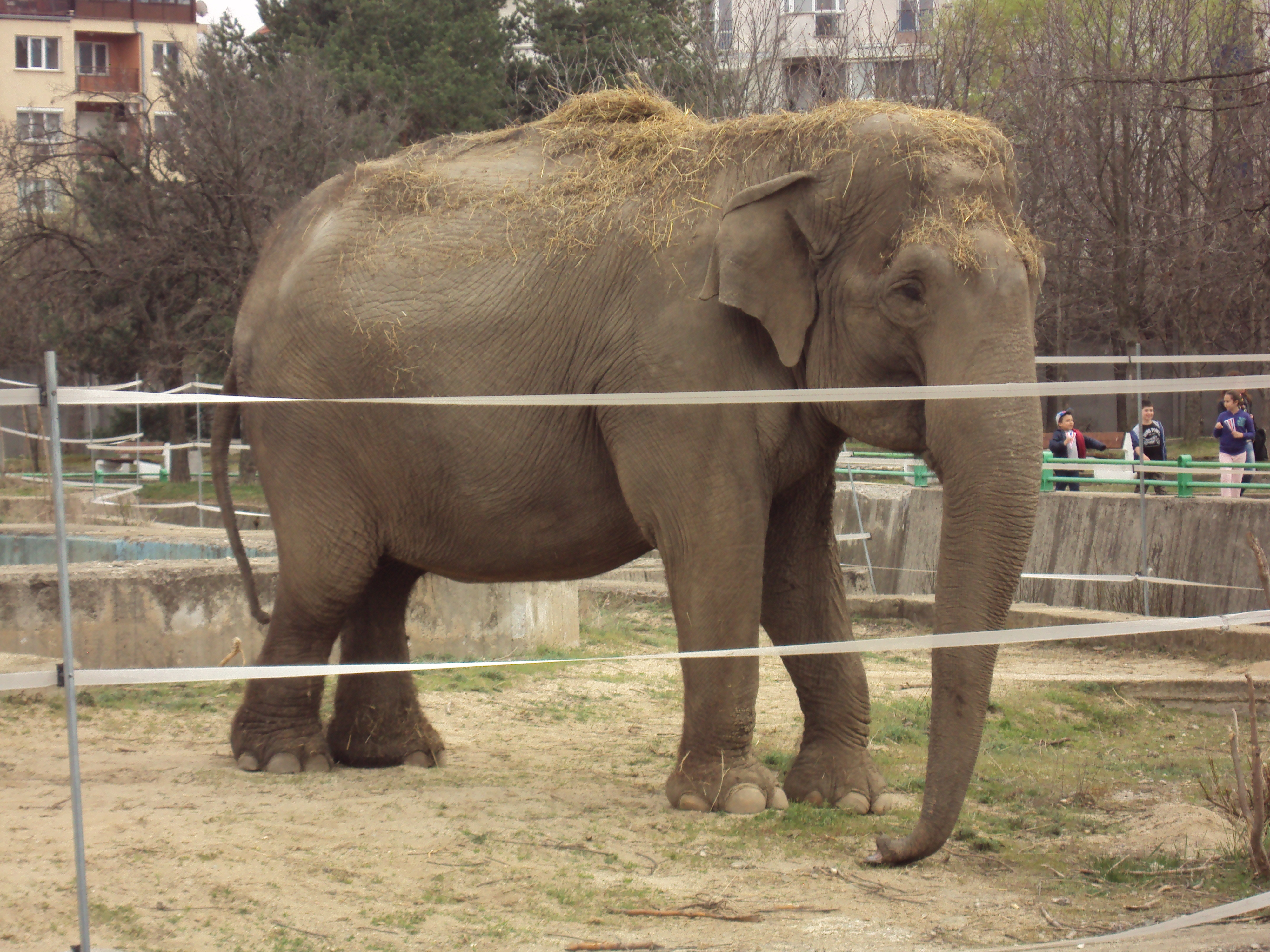